# Chitipa United FC
Der Chitipa United Football Club ist ein malawischer Fußballverein aus Chitipa. Aktuell (Stand Mai 2024) spielt der Verein in der ersten Liga.

## Erfolge
- Northern Region Football League: 2016, 2018, 2022

## Stadion
Der Verein trägt seine Heimspiele im Karonga Stadium in Karonga aus. Das Stadion hat ein Fassungsvermögen von 20.000 Personen.

## Trainer
| Trainer           | Nation                | von                | bis                |
| ----------------- | --------------------- | ------------------ | ------------------ |
| Manqoba Mngqithi  | Südafrika             | 9. Juli 2012       | 20. August 2012    |
| Julius Dube       | Südafrika             | 23. August 2012    | 12. September 2012 |
| Roger Sikhakhane  | Südafrika             | 12. September 2012 | 28. Oktober 2012   |
| Farouk Abrahams   | Südafrika             | 28. Oktober 2012   | 29. Januar 2013    |
| Wilfred Mugeyi    | Simbabwe              | 29. Januar 2013    | 11. April 2013     |
| Mark Harrison     | England               | 12. April 2013     | 7. Oktober 2013    |
| Ian Palmer        | Südafrika             | 8. Oktober 2013    | 27. Januar 2014    |
| Vladislav Heric   | Serbien               | 29. Januar 2014    | 30. Juni 2014      |
| Kosta Papic       | Serbien               | 1. Juli 2014       | 3. September 2014  |
| Roger Sikhakhane  | Südafrika             | 4. September 2014  | 5. Januar 2015     |
| Ernst Middendorp  | Deutschland Südafrika | 5. Januar 2015     | 30. März 2015      |
| Mich d’Avray      | Südafrika             | 30. März 2015      | 30. Juni 2015      |
| Velile Dyaloyi    | Südafrika             | 5. Mai 2015        | 30. Juni 2015      |
| Roger Sikhakhane  | Südafrika             | 1. Juli 2015       | 8. Dezember 2015   |
| Dan Malesela      | Südafrika             | 8. Dezember 2015   | 27. April 2017     |
| Mbuyiselo Sambu   | Südafrika             | 28. April 2017     | 16. Mai 2017       |
| Dan Malesela      | Südafrika             | 17. Mai 2017       | 14. September 2017 |
| Teboho Moloi      | Südafrika             | 14. September 2017 | 3. März 2018       |
| Vladislav Heric   | Serbien               | 3. März 2018       | 30. Juni 2018      |
| Dan Malesela      | Südafrika             | 1. Juli 2018       | 22. August 2018    |
| Eric Tinkler      | Südafrika             | 22. August 2018    | 2. Dezember 2018   |
| Joel Masutha      | Südafrika             | 2. Dezember 2018   | 10. Januar 2019    |
| Clinton Larsen    | Südafrika             | 10. Januar 2019    | 16. September 2019 |
| Duran Francis     | Südafrika             | 17. September 2019 | 30. September 2019 |
| Norman Mapeza     | Simbabwe              | 1. Oktober 2019    | 3. März 2020       |
| Rulani Mokwena    | Südafrika             | 4. März 2020       | 5. Juli 2020       |
| Lehlohonolo Seema | Südafrika Lesotho     | 6. Juli 2020       | 26. Dezember 2020  |
| Dan Malesela      | Südafrika             | 27. Dezember 2020  | 4. April 2021      |
| Siyabulela Gwambi | Südafrika             | 5. April 2021      | 19. Mai 2021       |
| Lehlohonolo Seema | Südafrika Lesotho     | 20. Mai 2021       | 30. Juni 2021      |
| Gavin Hunt        | Südafrika             | 7. Juli 2021       | 15. November 2021  |
| Kurt Lentjies     | Südafrika             | 1. November 2021   | 30. Juni 2022      |
| Daine Klate       | Südafrika             | 11. Juli 2022      | 8. September 2022  |
| Kurt Lentjies     | Südafrika             | 1. Februar 2023    | 9. April 2023      |
| Siyabulela Gwambi | Südafrika             | 10. April 2023     | 30. Juni 2023      |
| Morgan Mammila    | Südafrika             | 1. Juli 2023       | 10. Januar 2024    |
| Thabo September   | Südafrika             | 10. Januar 2024    |                    |